# Musique au Mans
 (juillet 2012).
Si vous disposez d'ouvrages ou d'articles de référence ou si vous connaissez des sites web de qualité traitant du thème abordé ici, merci de compléter l'article en donnant les références utiles à sa vérifiabilité et en les liant à la section « Notes et références ».
[réf. souhaitée]
Le milieu musical au Mans, et plus généralement en Sarthe, est varié et recouvre plusieurs styles. S'y retrouvent aussi bien des scènes indépendantes et alternatives que des institutions. Différents temps forts rythment les saisons culturelles et un grand nombre d'associations organisent des concerts dans de nombreux lieux. On note aussi la présence sur la ville d'une radio associative, Radio Alpa, rattachée à la MJC Jacques Prévert, qui s'engage depuis 35 ans en matière de musiques actuelles et de promotion des groupes locaux. 

## Quelques artistes encore en activité ou non
- Jean-Luc Le Ténia : variété française
- Leslie Bourgoin : variété française
- Outrage : groupe de ska
- Rude Boy System : groupe de ska et reggae
- Sebkha-Chott : Bizare'n'core Mekanik Metal

## Artistes en activité
- Emmanuel Moire : variété française
- Shuffle : groupe rock alternatif
- Michel Bampély dit Saint-Michel : variété française, slam, hip hop
- Fanfare Les Rats en Congé
- Mademoiselle Éférie

## Quelques festivals
- Le Mans Cité Chanson au Le Mans : Concours Musical ou différents lauréats se sont illustrés parmi eux on trouve Jeanne Cherhal, Sanseverino, Emmanuel Moire, Gérald Genty ...
- Festival de l'Épau au Le Mans : Musique classique

## Quelques lieux de concerts au Mans
- Le Palais des congrès et de la culture
- Les Saulnières